# Voleibol nos Jogos Asiáticos de 2006
As competições de voleibol nos Jogos Asiáticos de 2006, em Doha, no Qatar, foram disputadas de 26 de novembro a 14 de dezembro de 2006.
Todas as partidas foram realizadas no Al Rayyan Indoor Hall, em Doha.

## Medalhistas
| Evento             | Ouro          | Prata | Bronze         |
| ------------------ | ------------- | ----- | -------------- |
| Masculino detalhes | Coreia do Sul | China | Arábia Saudita |
| Feminino detalhes  | China         | Japão | Taipé Chinês   |